# Angleški zimski prestopni rok 2013
Zimski prestopni rok v angleški Premier League leta 2013 je trajal med 1. in 31. januarjem 2013.

## Statistika
- Najvrednejši prestop – 19 mio £ Mario Balotelli iz Manchester Cityja v A.C. Milan – 31. januar 2013
- Največ prestopov v dnevu – 31. januar 2013 (78)
- Največ kupljenih igralcev – Bury (10)
- Število prestopov – 378
- Skupna vrednost prestopov – 135.266.000 £

## Prestopi
Prestopi bodo objavleni za vsak klub posebej.

### Manchester City
| Datum | Ime igralca | Iz | V | Vrednost |
| ----- | ----------- | -- | - | -------- |

Na trgu so zapravili/pridobili: 0 €

### Manchester United
| Datum          | Ime igralca     | Iz                | V                 | Vrednost    |
| -------------- | --------------- | ----------------- | ----------------- | ----------- |
| 2 januar 2013  | Joshua King     | Manchester United | Blackburn         | 1.328.000€  |
| 8 januar 2013  | Robbie Brady    | Manchester United | Hull City         | 2.699.000€  |
| 17 januar 2013 | Dean Santangelo | Augsburg II       | Manchester United | Neznano     |
| 25 januar 2013 | Wilfried Zaha   | Crystal Palace    | Manchester United | 12.145.000€ |

Na trgu so zapravili/pridobili: - 8.118.000€ 

### Arsenal
| Datum | Ime igralca | Iz | V | Vrednost |
| ----- | ----------- | -- | - | -------- |

Na trgu so zapravili/pridobili: 0 €

### Tottenham
| Datum         | Ime igralca    | Iz        | V                  | Vrednost       |
| ------------- | -------------- | --------- | ------------------ | -------------- |
| 1 januar 2013 | Carlo Cudicini | Tottenham | Los Angeles Galaxy | Prosti igralec |
| 3 januar 2013 | Ezekiel Fryers | Standard  | Tottenham          | 3.782.000 €    |

Na trgu so zapravili/pridobili: -3.782.000 € 

### Newcastle
| Datum         | Ime igralca     | Iz         | V         | Vrednost    |
| ------------- | --------------- | ---------- | --------- | ----------- |
| 4 januar 2013 | Mathieu Debuchy | Losc Lille | Newcastle | 6.717.000 € |
| 4 januar 2013 | Demba Ba        | Newcastle  | Chelsea   | 9.209.000 € |

Na trgu so zapravili/pridobili: + 2.492.000€

### Chelsea
| Datum         | Ime igralca      | Iz        | V         | Vrednost     |
| ------------- | ---------------- | --------- | --------- | ------------ |
| 1 januar 2013 | Wallace Oliveira | Fluminese | Chelsea   | 5.822.000 €  |
| 2 januar 2013 | Daniel Sturridge | Chelsea   | Liverpool | 16.217.000 € |
| 4 januar 2013 | Demba Ba         | Newcastle | Chelsea   | 9.209.000 €  |

Na trgu so zapravili/pridobili: + 1.186.000 €

### Everton
| Datum | Ime igralca | Iz | V | Vrednost |
| ----- | ----------- | -- | - | -------- |

Na trgu so zapravili/pridobili: 0 €

### Liverpool
| Datum         | Ime igralca      | Iz        | V         | Vrednost      |
| ------------- | ---------------- | --------- | --------- | ------------- |
| 2 januar 2013 | Daniel Sturridge | Chelsea   | Liverpool | 16.217.000 €  |
| 4 januar 2013 | Joe Cole         | Liverpool | West Ham  | Prost igralec |

Na trgu so zapravili/pridobili: - 16.217.000 €

### Fulham
| Datum          | Ime igralca   | Iz     | V       | Vrednost    |
| -------------- | ------------- | ------ | ------- | ----------- |
| 11 januar 2013 | Stephen Kelly | Fulham | Reading | 1.603.000 € |

Na trgu so zapravili/pridobili: + 1.603.000 €

### West Bromwich Albion
| Datum          | Ime igralca | Iz  | V         | Vrednost    |
| -------------- | ----------- | --- | --------- | ----------- |
| 1 januar 2013  | Chris Wood  | WBA | Leicester | 1.213.000 € |
| 11 januar 2013 | Sam Mantom  | WBA | Walsall   | Neznano     |

Na trgu so zapravili/pridobili: + 1.213.000 €

### Swansea
| Datum          | Ime igralca   | Iz      | V            | Vrednost |
| -------------- | ------------- | ------- | ------------ | -------- |
| 16 januar 2013 | Jamie Proctor | Swansea | Crawley Town | Neznano  |

Na trgu so zapravili/pridobili: 0 €

### Norwich
| Datum | Ime igralca | Iz | V | Vrednost |
| ----- | ----------- | -- | - | -------- |

Na trgu so zapravili/pridobili: 0 €

### Sunderland
| Datum          | Ime igralca     | Iz         | V          | Vrednost    |
| -------------- | --------------- | ---------- | ---------- | ----------- |
| 9 januar 2013  | Alfred N'Diayne | Buraspor   | Sunderland | 3.995.000 € |
| 8 januar 2013  | David Meyler    | Sunderland | Hull City  | 1.924.000 € |
| 17 januar 2013 | Blair Adams     | Sunderland | Coventry   | Neznano     |

Na trgu so zapravili/pridobili: - 2.071.000 €

### Stoke City
| Datum          | Ime igralca        | Iz         | V                | Vrednost      |
| -------------- | ------------------ | ---------- | ---------------- | ------------- |
| 1 januar 2013  | Danny Higginbotham | Stoke City | Sheffield United | Prost igralec |
| 10 januar 2013 | Michael Tonge      | Stoke City | Leeds            | Neznano       |

Na trgu so zapravili/pridobili: 0 €

### Wigan
| Datum         | Ime igralca    | Iz                   | V     | Vrednost      |
| ------------- | -------------- | -------------------- | ----- | ------------- |
| 1 januar 2013 | Roger Espinoza | Sporting Kansas City | Wigan | Prost igralec |

Na trgu so zapravili/pridobili: 0 €

### Aston Villa
| Datum | Ime igralca | Iz | V | Vrednost |
| ----- | ----------- | -- | - | -------- |

Na trgu so zapravili/pridobili: 0 €

### Queens Park Rangers
| Datum          | Ime igralca  | Iz                       | V   | Vrednost      |
| -------------- | ------------ | ------------------------ | --- | ------------- |
| 3 januar 2013  | Tal Ben Haim | Prost igralec            | QPR | Prost igralec |
| 16 januar 2013 | Loic Remy    | Olympique Marseille F.C. | QPR | 11.131.000€   |

Na trgu so zapravili/pridobili: -11.131.000 €

### Reading
| Datum          | Ime igralca    | Iz              | V       | Vrednost    |
| -------------- | -------------- | --------------- | ------- | ----------- |
| 1 januar 2013  | Daniel Carrico | Sporting Lisbon | Reading | 808.000 €   |
| 8 januar 2013  | Hope Akpan     | Crawley Town    | Reading | 399.000 €   |
| 11 januar 2013 | Stephen Kelly  | Fulham          | Reading | 1.603.000 € |

Na trgu so zapravili/pridobili: -2.810.000 €

### Southampton
| Datum | Ime igralca | Iz | V | Vrednost |
| ----- | ----------- | -- | - | -------- |

Na trgu so zapravili/pridobili: 0 €

### West Ham United
| Datum         | Ime igralca | Iz        | V        | Vrednost      |
| ------------- | ----------- | --------- | -------- | ------------- |
| 4 januar 2013 | Joe Cole    | Liverpool | West Ham | Prost igralec |

Na trgu so zapravili/pridobili: 0 €